# Klim Sjipenko
Klim Sjipenko (russisk: Клим Алексе́евич Шипе́нко) (født 16. juni 1983 i Moskva i Sovjetunionen) er en russisk filminstruktør, manuskriptforfatter og skuespiller.

## Filmografi
- Ljubit ne ljubit (Любит не любит, 2014)[3][4]
- Saljut-7 (Салют 7, 2017)
- Tekst (Текст, 2019)
- Kholop (Холоп, 2019)